# Thanh Cường
Thanh Cường là một xã thuộc huyện Thanh Hà, tỉnh Hải Dương, Việt Nam.

## Địa lý
Xã Thanh Cường có diện tích 5,7 km², dân số năm 1999 là 5.289 người, mật độ dân số đạt 928 người/km².

## Hành chính
Xã Thanh Cường được chia thành 5 thôn: Thành Thịnh, Vĩnh Xá, Hạ Trường, Vĩnh Bình, Vĩnh Ninh.